# 椿玲羅
椿玲羅（つばきれいら、1998年3月14日 - ）は福岡県出身、ファッションモデル、子役。事務所ランジー所属。

## 経歴
6歳の時に福岡、天神にいたときに事務所ランジー専属モデルとしてスカウト、雑誌キッズスタイル専属モデルで、デビュー、そして10歳の時にナルミヤインターナショナルオーディションのグランプリを受賞。キッズスタイルランキング1位。

## 出演作品

### 雑誌
2004年
- ヒストリーベイブ

2007年
- キッズスタイル

2008年
- mini

2009年
- 福岡ウォーカー

2010年
- スィート　福岡おでかけ夏

### CM
2004年
- マクドナルド

2005年
- タカラトミー「アイロンビーズ」

2007年
- ジョイフル

2010年
- イオンモール

### イベント
- 東京トップモデルコレクションナルミヤインターナショナルコレクション
- 福岡キッズコレクション福岡アジアコレクション
- ランジー夏ファッションショー

### ドラマ
- 特上カバチ
- 東京DOOG
- パパと娘の七日間（秋元亜里香役）
- ヤンキーくんとメガネちゃん（木戸美奈役）

### 映画
- 女の子物語（桜江莉役）
- ライラの冒険